# پارک مدیتیشن
پارک مدیتیشن (به انگلیسی: Meditation Park) فیلمی محصول سال ۲۰۰۵ و به کارگردانی جف استنزلر است. در این فیلم بازیگرانی همچون چنگ پی-پی، تزی ما، دان مک‌کلر، ساندرا اوه، لیان بالابان و زک سانتیاگو ایفای نقش کرده‌اند.